# Amurothyris costulata
Amurothyris costulata (лат.) — вид вымерших плеченогих из монотипического рода Amurothyris семейства гетерелазминид отряда Terebratulida. Известен по фоссилиям (ископаемым остаткам), обнаруженных в морских отложениях чандалазской свиты на реке Богатая на юге Приморского края, Россия, датируемых кептенским ярусом верхней перми возрастом приблизительно 265—259 млн лет назад. 
Размер раковины в среднем имеет соотношение 6,46 x 5,31 мм.
Были представителями эпифауны, являясь, таким образом, прикреплёнными к грунту водными донными беспозвоночными.
Вид и род были описаны Богданом Васильевичем Кочиркевичем в 1976 году.